# Osvaldgruppen
Osvaldgruppen var en norsk kommunistisk motståndsorganisation som bildades 1941, under andra världskriget och tyskarnas ockupation av Norge. Gruppens verksamhet upphörde 1944.
Osvaldgruppen var en förgrening av den så kallade Wollweber-organisationen, uppkallad efter gruppens ledare Ernst Wollweber. Osvaldgruppen anses som Wollweber-organisationens mest framgångsrika sabotagegrupp. Främst angrep man för tyskarnas krig viktiga industrier, järnvägar och tyska trupptransporter. Gruppen utförde också en rad likvideringar av framstående nazister, ofta på uppdrag av Milorg. Många av gruppens medlemmar miste själv livet under sina uppdrag. De omkring 200 sabotörerna genomförde fram till sommaren 1944 minst 109 aktioner och 35 av gruppens medlemmar förlorade livet i kampen. Ingen annan motståndsorganisation i Norge hade lika höga förlustsiffror i procent. Osvaldgruppen samarbetade ofta med motståndsgrupperna Milorg, 2A samt SOE och blev ofta kommenderade att utföra mycket riskfyllda uppdrag.
Ledare för Osvaldgruppen och de antifascistiska aktionerna i Norge var Asbjørn Sunde, vanligen omnämnd som ”Osvald”. 
En annan av ledarna var Martin Rasmussen Hjelmen, som efter att ha flytt till Sverige arresterades och sändes till Gestapo i Norge. Gestapo skickade i sin tur honom vidare till Tyskland där han avrättades genom halshuggning den 30 maj 1944 i tukthuset Brandenburg-Görden. 
Den 30 maj 1995 restes ett minnesmärke i Oslo av Landsorganisasjonen över Osvaldgruppens sabotörer som stupade under andra världskriget.
Det finns i dag inga svenska medlemmar av Osvaldgruppen kvar i livet, den sista svenska medlemmen var Arvid Falkenberg som avled 2007.

## Kända medlemmar i Osvaldgruppen
- Martin Rasmussen Hjelmen
- Asbjørn Sunde
- Ragnar Sollie
- Arvid Falkenberg
- Anker Thorsrud
- Kristian Andersen
- Finn Eriksen